# Lekkoatletyka na Letnich Igrzyskach Olimpijskich 1992 – chód na 20 km mężczyzn
Chód na 20 kilometrów mężczyzn podczas XXV Letnich Igrzysk Olimpijskich w Barcelonie rozegrano 31 lipca 1992 o 19:15. Start i meta znajdowały się na Estadi Olímpic de Montjuïc. Zwycięzcą został reprezentant Hiszpanii Daniel Plaza.

## Rekordy

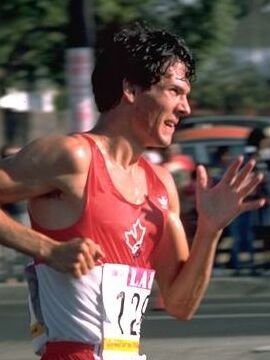
Guillaume Leblanc

|                   | Zawodnik         | Narodowość     | Czas    | Data                  | Miejsce    |
| ----------------- | ---------------- | -------------- | ------- | --------------------- | ---------- |
| Rekord świata     | Pavol Blažek     | Czechosłowacja | 1:18:13 | 16 września 1990(dts) | Hildesheim |
| Rekord olimpijski | Jozef Pribilinec | Czechosłowacja | 1:19:57 | 23 września 1988(dts) | Seul       |

## Wyniki
| Poz. - pozycja |
| – rekord świata \| – rekord krajowy \| – rekord życiowy \| = – wyrównany rekord życiowy \| · – najlepszy wynik w sezonie \| = – wyrównany najlepszy wynik w sezonie \| – rekord olimpijski |
| Fn – falstart \| DNF – nie ukończył \| DNS – nie wystartował \| DSQ – zdyskwalifikowany |

| Poz. | Zawodnik               | Narodowość        | Rezultat |
| ---- | ---------------------- | ----------------- | -------- |
| 1    | Daniel Plaza           | Hiszpania         | 1:21:45  |
| 2    | Guillaume Leblanc      | Kanada            | 1:22:25  |
| 3    | Giovanni De Benedictis | Włochy            | 1:23:11  |
| 4    | Maurizio Damilano      | Włochy            | 1:23:39  |
| 5    | Chen Shaoguo           | Chiny             | 1:24:06  |
| 6    | Jimmy McDonald         | Irlandia          | 1:25:16  |
| 7    | Daniel García          | Meksyk            | 1:25:35  |
| 8    | Sándor Urbanik         | Węgry             | 1:26:08  |
| 9    | Héctor Moreno          | Kolumbia          | 1:26:23  |
| 10   | Miguel Prieto          | Hiszpania         | 1:26:38  |
| 11   | Robert Ihly            | Niemcy            | 1:26:56  |
| 12   | Michaił Szczennikow    | WNP               | 1:27:17  |
| 13   | Władimir Andriejew     | WNP               | 1:28:25  |
| 14   | Tim Berrett            | Kanada            | 1:28:25  |
| 15   | Stefan Johansson       | Szwecja           | 1:28:37  |
| 16   | Chris Maddocks         | Wielka Brytania   | 1:28:45  |
| 17   | Pavol Blažek           | Czechosłowacja    | 1:29:23  |
| 18   | Walter Arena           | Włochy            | 1:29:34  |
| 19   | Igor Kollár            | Czechy            | 1:29:38  |
| 20   | Axel Noack             | Niemcy            | 1:29:55  |
| 21   | Joel Sánchez           | Meksyk            | 1:30:12  |
| 22   | Nicholas A’Hern        | Australia         | 1:31:39  |
| 23   | Andrew Penn            | Wielka Brytania   | 1:31:40  |
| 24   | Martin Rush            | Wielka Brytania   | 1:31:56  |
| 25   | Shemsu Hassan          | Etiopia           | 1:32:39  |
| 26   | Viktoras Meškauskas    | Litwa             | 1:33:24  |
| 27   | Sérgio Galdino         | Brazylia          | 1:33:32  |
| 28   | Ján Záhončík           | Czechosłowacja    | 1:33:37  |
| 29   | Ernesto Canto          | Meksyk            | 1:33:51  |
| 30   | Allen James            | Stany Zjednoczone | 1:35:12  |
| 31   | Andrew Jachno          | Australia         | 1:36:49  |
| 32   | Marcelo Palma          | Brazylia          | 1:40:11  |
| –    | Ademar Kammler         | Brazylia          | DNF      |
| –    | Robert Korzeniowski    | Polska            | DNF      |
| –    | Li Mingcai             | Chiny             | DNF      |
| –    | Jefferson Pérez        | Ekwador           | DNF      |
| –    | Oleg Troszin           | WNP               | DNF      |
| –    | Valentí Massana        | Hiszpania         | DSQ      |
| –    | Bobby O’Leary          | Irlandia          | DSQ      |
| –    | Saleumphone Sopraseut  | Laos              | DSQ      |
| –    | Thierry Toutain        | Francja           | DSQ      |
| –    | José Urbano            | Portugalia        | DSQ      |